# 4 банке, а невин
4 банке, а невин (енгл. The 40-Year-Old Virgin) је америчка комедија чији је режисер, продуцент и сценариста Џад Апатоу. Стив Карел који тумачи главну улогу такође је учествовао у писању сценарија, мада велики део филма чине импровизовани дијалози.
Филм је остварио добру зараду на биоскопским благајнама и наишао је на позитиван пријем код критичара, а нашао се и на листи 10 најбољих филмова Америчког филмског института за 2005. годину.

## Улоге
| Глумац           | Улога         |
| ---------------- | ------------- |
| Стив Карел       | Енди Стицер   |
| Кетрин Кинер     | Триш Пидмонт  |
| Пол Рад          | Дејвид        |
| Романи Малко     | Џеј           |
| Сет Роген        | Кал           |
| Џејн Линч        | Пола          |
| Елизабет Бенкс   | Бет           |
| Лесли Мен        | Ники          |
| Кет Денингс      | Марла Пидмонт |
| Гери Бедноб      | Муј           |
| Џордан Мастерсон | Марк          |